# HMS Tremendous
HMS Tremendous (Корабль Его Величества «Тримендэс») — 74-пушечный линейный корабль третьего ранга. Единственный корабль Королевского флота, названный HMS Tremendous. Третий корабль типа Ganges. Заложен в августе 1782 года. Спущен на воду 30 октября 1784 года на частной верфи Барнарда в Дептфорде. Относился к так называемым «обычным 74-пушечным кораблям», нёс на верхней орудийной палубе 18-фунтовые пушки.

## Служба
Весной 1794 года Tremendous, под командованием капитана Джеймса Пиготта, присоединился к Флоту Канала, которым руководил 
лорд Хау. 2 мая 1794 года Leviathan вместе с Флотом Канала вышел в море на перехват важного французского конвоя с зерном из Северной Америки. Найдя 5 мая французский флот все еще в Бресте, эскадра повернула в Атлантику, с намерением встать между конвоем и его будущим охранением. 28 мая фрегаты лорда Хау обнаружили французский флот, но те оказались с наветра, так что британцам было затруднительно принудить их к бою.
29 мая Хау попытался с подветра прорвать французскую линию. С дюжину британских кораблей вступили с серьезную перестрелку, и 
хотя некоторые имели повреждения, ни один не нуждался в помощи верфи, все остались в строю. Иначе обстояло у французов: нескольким пришлось вернуться в Брест, но их заменили 5 кораблей Нейи, которым повезло найти свой флот на следующий день.
1 июня оба флота сформировали линию на расстоянии 6 миль друг от друга. Tremendous был девятым кораблем британской колонны. 
Когда Хау поднял сигнал прорезать линию противника, Tremendous и еще несколько кораблей вовремя не выполнили необходимого манёвра, в итоге оказавшись слишком далеко с наветренной стороны от противника, так что они почти не принимали участия в битве. В сражении Tremendous потерял 3 человека убитыми и 8 ранеными.
17 августа 1796 года Tremendous, под командованием капитана Джона Эйлмера, присутствовал при капитуляции голландской эскадры контр-адмирала Лукаса в Салданья-Бей. Эскадра Лукаса из 3 линейных кораблей 4 фрегатов и шлюпа была направлена к Мысу Доброй Надежды, чтобы восстановить контроль над Капской колонией, захваченной британцами годом ранее. Из-за сильных штормов эскадра была вынуждена стать на якорь в заливе Салданья-Бей, где они были обнаружены превосходящими силами британского флота. Так как Лукас понимал, что шансов на победу у него практически нет, он принял решение сдаться. После капитуляции все суда голландской эскадры достались британцам.

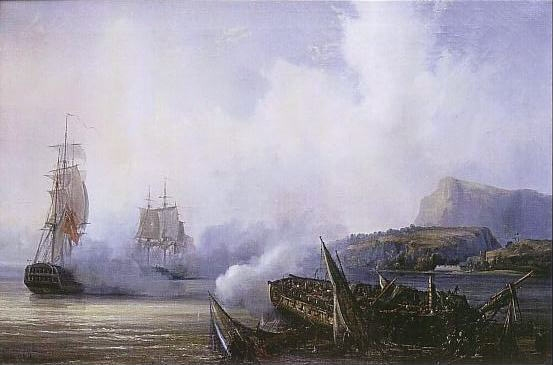
Уничтожение Preneuse

11 декабря 1799 года Tremendous, под командованием капитана Джона Осборна, совместно с 50-пушечным Adamant (капитан Уильям Хотэм) столкнулись возле Порт-Луи, Иль-де-Франс, с крейсирующим 44-пушечным французским фрегатом Preneuse, под командованием капитана Л’эрмита. Они погнались за ним и, после короткой перестрелки, заставили выброситься на берег в трех милях от Порт-Луи, под прикрытием французских береговых батарей. Хотэм подвел Adamant ближе, и попытался добраться до сидящего на мели фрегата, попав при этом под сильный огонь береговых батарей. После обмена залпами Adamant вынудил французский фрегат спустить флаг, а вечером три шлюпки с Adamant и Tremendous подошли с приказом уничтожить французский корабль. Несмотря на предстоящий под шквальным огнём от батареи, они поднялись на фрегат, взяли в плен остатки французского экипажа, включая капитана Л’эрмита, и с ними сняли столько имущества своих пленников, сколько могли. Затем они подожгли Preneuse и вернулись на свои корабли, не потеряв при этом ни одного человека.
20 апреля 1806 года Tremendous, под командованием всё того же капитана Джона Осборна, сопровождал торговый конвой из 11 судов, когда в поле зрения был обнаружен французский 40-пушечный фрегат Canonnière. Tremendous устремился в погоню и через 7 часов догнал противника, после чего корабли обменялись несколькими бортовыми залпами. Хотя Tremendous значительно превосходил фрегат по огневой мощи, тот был более маневренным, а потому сумел избежать серьезных повреждений, сам при этом нанеся урон такелажу линейного корабля. После чего Canonnière поставил все паруса и в конце концов сумел оторваться от преследования. Во время короткого боя французский фрегат потерял 7 человек убитыми и 25 ранеными, Tremendous потерь не понёс.
13 мая 1815 года Tremendous присутствовал при сдаче Неаполя во время Неаполитанской войны. Британская эскадра, состоящая из Tremendous, фрегата Alcmene, шлюпа Partridge и бриг-шлюпа Grasshopper блокировала порт и уничтожила все канонерские лодки, находящиеся в гавани. Парламент Великобритании принял решение выделить сумму в £ 150 000 в качестве премии для матросов и офицеров эскадры, которая была выплачена в мае 1819.
В 1845 году Tremendous был понижен до 50-пушечного корабля и переименован в HMS Grampus. В 1856 году Grampus был переоборудован в склад пороха в Портсмуте. Он оставался в этом качестве до 1897 года, когда он был продан на слом.